# Frohes Volk, Vergnügte Sachsen, BWV Anh. 12
Frohes Volk, Vergnügte Sachsen, BWV Anh. 12 (Poble feliç, Saxònia contenta) és una cantata perduda de Bach, estrenada a Leipzig el 3 d'agost de 1733, per a l'onomàstica del príncep elector 
Frederic August II de Saxònia; el llibret és de Picander i suggereix que l'obra és una paròdia de la cantata BWV Anh. 18